# L'Anse
L'Anse è un villaggio degli Stati Uniti d'America, situato nello Stato del Michigan, nella contea di Baraga, della quale è il capoluogo.